# HMS L71
Pour les articles homonymes, voir L71.
Le HMS L71 est un sous-marin britannique de classe L de modèle tardif, la dernière unité de cette classe. Il fut construit pour la Royal Navy pendant la Première Guerre mondiale. Le bateau n’a pas été achevé avant la fin de la guerre, et il a été vendu à la ferraille en 1938.

## Conception
Le HMS L52 et les navires de classe L qui l’ont suivi ont été modifiés pour maximiser le nombre de tubes lance-torpilles de 21 pouces (533 mm) emportés dans l’étrave. Ces sous-marins avaient une longueur totale de 71,6 m, un maître-bau de 7,2 m et un tirant d'eau moyen de 4 m. Ils avaient un déplacement de 929 tonnes en surface et 1 106 tonnes en immersion. Les sous-marins de classe L avaient un équipage de 44 officiers et matelots. Ils avaient une profondeur de plongée de 150 pieds (45,7 m).
Pour la navigation en surface, ces navires étaient propulsés par deux moteurs diesel Vickers à 12 cylindres de 1 200 ch (895 kW), chacun entraînant un arbre d'hélice. En immersion, chaque hélice était entraînée par un moteur électriques de 600 ch (447 kW). Ils pouvaient atteindre la vitesse de 17 nœuds (31 km/h) en surface et 10,5 nœuds (19,4 km/h) sous l’eau. En surface, la classe L groupe 3 avait un rayon d'action de 4 200 milles marins (7 800 km) à 10 nœuds (19 km/h).
Les navires étaient armés de six tubes lance-torpilles de 21 pouces dans l’étrave. Ils transportaient huit torpilles de recharge et un total de douze torpilles. Ils étaient également armés de deux canons de pont de 4 pouces (102 mm).

## Engagements
Le HMS L71 fut construit par Scotts Shipbuilding and Engineering Company à son chantier naval de Greenock. Sa quille fut posée le 29 août 1917 il est lancé le 17 mai 1919 et achevé le 23 janvier 1920.
Lors de sa mis en service, le L71 rejoint la 2ème Flottille sous-marine, basée à Devonport. Le bateau est vendu à la ferraille le 25 mars 1938 à Milford Haven.